# Ferenc Kölcsey
Ferenc Kölcsey (n. 8 august 1790, Săuca, Comitatul Sătmar – d. 24 august 1838, Szatmárcseke, Comitatul Sătmar) a fost un poet, critic literar și politician maghiar.
Rămas orfan de mic, și-a pierdut un ochi din cauza variolei.
Între 1832-1835 a fost membru al Parlamentului ungar.
Poezia sa Himnusz (1823) este folosită ca text al imnului național al Ungariei.